# Eiconaxius kensleyi
Eiconaxius kensleyi is een tienpotigensoort uit de familie van de Axiidae. De wetenschappelijke naam van de soort is voor het eerst geldig gepubliceerd in 2010 door Komai, Lin & Chan.